# Bunturabie Jalloh
Bunturabie Jalloh, född 10 maj 1998, är en sierraleonsk simmare.
Jalloh tävlade för Sierra Leone vid olympiska sommarspelen 2016 i Rio de Janeiro, där hon blev utslagen i försöksheatet på 50 meter frisim.